# Verdienstorden des Landes Sachsen-Anhalt

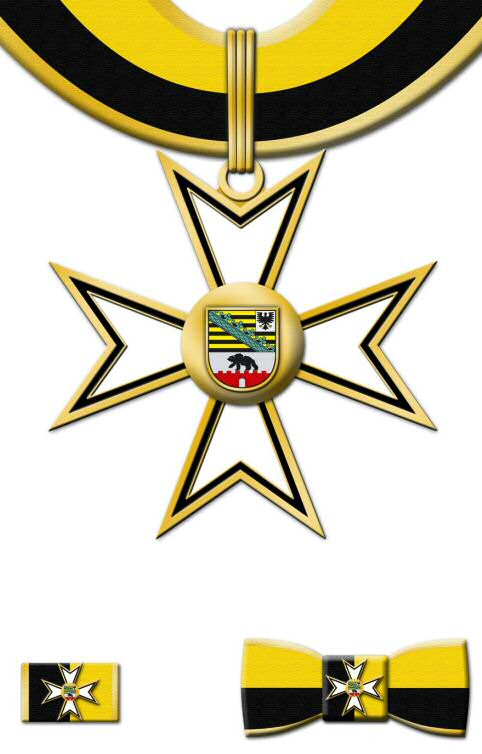

Der Verdienstorden des Landes Sachsen-Anhalt ist die höchste staatliche Auszeichnung für hervorragende Verdienste um das Land Sachsen-Anhalt und seine Bevölkerung und wird von höchstens 300 lebenden Personen gleichzeitig getragen.
Der Ministerpräsident verleiht den Orden. Er zeichnet damit außergewöhnliche Leistungen über einen längeren Zeitraum oder eine ganz außergewöhnliche Einzelleistung aus.

## Geschichte
Der Verdienstorden wurde am 19. Juni 2006 vom Land Sachsen-Anhalt gestiftet und ist die Fortführung der früheren höchsten Ehrenauszeichnung des Landes, der Ehrennadel des Ministerpräsidenten. Diese heißt inzwischen Ehrennadel des Landes Sachsen-Anhalt und ist als solche dem Verdienstorden im Rang nachgestellt.

## Ordensklasse
Der Orden wird in einer Klasse verliehen.

## Ordensdekoration
Das Ordenszeichen des Verdienstordens ist ein achtspitziges weiß emailliertes Kreuz mit einem schmalen schwarzen Rand und einer goldenen Einfassung. In der Mitte befindet sich ein rundes goldenes Medaillon mit dem Landeswappen auf der Vorderseite. Die Rückseite trägt die Umschrift „Für Verdienste um das Land Sachsen-Anhalt“. 

## Ordensband und Trageform
Es handelt sich um einen Halsorden, der an einem schwarz-gelben goldgeränderten Bande getragen wird. Eine Abbildung findet sich in der 3. Auflage des Buches Die Orden und Ehrenzeichen unserer Republik von Alexander von Sallach.

## Vorschlagsberechtigung
Vorschlagsberechtigt sind der Ministerpräsident, die Minister für ihre Geschäftsbereiche und die Mitglieder des Ordensbeirats, welcher aus dem Präsidenten des Landtages, dem Stellvertreter des Ministerpräsidenten, dem Präsidenten des Landesverfassungsgerichts und dem Präsidenten des Landesrechnungshofs besteht. Jedermann kann sich schriftlich mit Anregungen an die Vorschlagsberechtigten wenden.
Die Vorschläge werden vom Ordensbeirat geprüft und dem Ministerpräsidenten mit einer Empfehlung zur Entscheidung unterbreitet. 

## Verleihung
Die Verleihung des Verdienstordens des Landes Sachsen-Anhalt und die Aushändigung der Ordensinsignien erfolgt in der Regel durch den Ministerpräsidenten. Über die Verleihung werden die Personen informiert, die die Auszeichnung angeregt und vorgeschlagen haben. Die Verleihungsurkunde wird vom Ministerpräsidenten ausgefertigt und unterzeichnet. Sie trägt das Dienstsiegel des Landes Sachsen-Anhalt. Die Verleihung wird im Ministerialblatt für das Land Sachsen-Anhalt bekannt gegeben.

## Stellung der Auszeichnung (Ausschnitt)
1. Verdienstorden des Landes Sachsen-Anhalt
2. Ehrennadel des Landes Sachsen-Anhalt
3. Rettungsmedaille des Landes Sachsen-Anhalt
4. Brandschutz- und Katastrophenschutz-Ehrenzeichen des Landes Sachsen-Anhalt

## Verleihungszahl
Der Verdienstorden wurde seit seiner Stiftung im Juni 2006 insgesamt 69-mal verliehen. (Stand: Ende 2024)

## Ordensträger
In den Jahren 2006, 2009, 2011, 2013 und 2016 wurde der Verdienstorden nicht verliehen. Gemäß der Ausführungsbestimmungen des Ministerpräsidenten zum Verdienstorden des Landes Sachsen-Anhalt wird die Verleihung im Ministerialblatt für das Land Sachsen-Anhalt bekannt gegeben.